# Сара Де Вулф

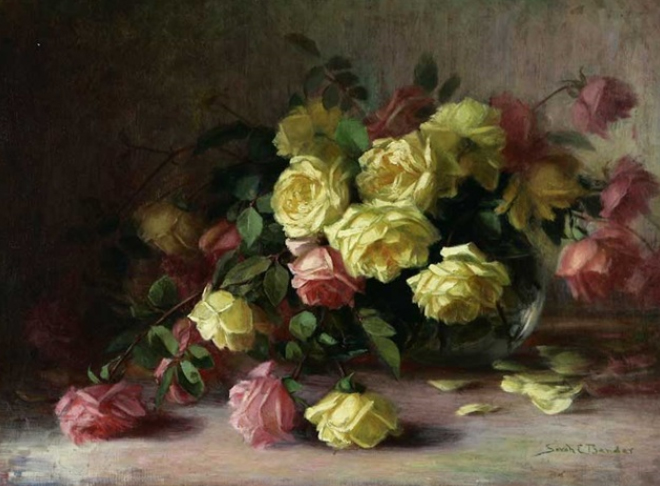
Одна из работ Сары Де Вулф

Сара Де Вулф (англ. Sarah De Wolfe, полное имя Sarah E. Bender De Wolfe; 1852—1935) — американская художница, известная своими натюрмортами.

## Биография
Родилась 10 июля 1852 года в Вашингтоне.
Училась в Калифорнийской школе дизайна (ныне Институт искусств Сан-Франциско), где её преподавателем был американский художник-пейзажист Вирджил Уильямс.
Выставляла свои работы в Женском здании и Здании штата Калифорния на Всемирной выставке 1893 года в Чикаго. Также экспонировалась в Институте механики Сан-Франциско, на Выставке штата Калифорния, на Калифорнийской международной выставке Midwinter и в гильдии San Francisco Guild of Arts & Crafts.
Являлась членом San Francisco Art Association и San Francisco Women Artists.
Многие из ранних работ Де Вульф были уничтожены во время землетрясения в Сан-Франциско 1906 года. Некоторые её картины находятся в коллекции Оклендского музея Калифорнии.
Умерла 15 июня 1935 года в Сан-Франциско. С 1904 года была замужем за Гарольдом Де Вулфом.